# Alexandra Vieira
Alexandra Vieira est une enseignante et femme politique portugaise née le 28 septembre 1966.

## Biographie
Alexandra Vieira est née le 28 septembre 1966. Elle est diplômée de l'Université du Minho à Braga, au Portugal. Elle a été membre de l’Assemblée de la république du Portugal de 2019 à 2022.